# A22 (抗生素)
A22，也称为S-(3,4-二氯苄基)异硫脲（S-(3,4-dichlorobenzyl) isothiourea）是一种具有抗生素活性的化合物，常温下为无色粉末，易潮解，需避光保存。

## 抗生素活性
A22是细菌细胞壁蛋白MreB的可逆抑制剂，可造成棒状的细菌细胞体变为球状，A22的抗生素研究主要针对铜绿假单胞菌（Pseudomonas aeruginosa）。但是，因其对人外周血单个核细胞（PBMCs）的细胞毒性和基因毒性，A22并不适合作为人用抗生素。

## A22 作为研究工具
尽管存在对人体的毒性，A22还是能作为研究细菌细胞骨架的工具。A22可结合肌动蛋白的细菌同源物MreB蛋白的核苷酸结合口袋，阻塞其与ATP的结合。因此A22可抑制MreB的多聚化，扰乱细菌细胞骨架的形成，引起形态学的缺陷和染色体分离异常。